# I Knew I Loved You
I Knew I Loved You è una canzone dei Savage Garden. È stato il loro secondo singolo al primo posto, dopo Truly Madly Deeply. Il brano ha raggiunto la vetta della Billboard Hot 100 il 29 gennaio 2000, dove ci è rimasta per tre settimane, per poi cedere il posto a Mariah Carey, e ritornare in vetta la settimana dopo per la sua quarta ed ultima settimana.
Rimase per 12 anni l'unica canzone di un artista australiano a raggiungere la posizione numero 1 della classifica singoli in America fino a "Somebody That I Used to Know" di Gotye (featuring Kimbra) nel 2012.

## Il video
Il video per I Knew I Loved You vede il gruppo in una stazione della metropolitana, mentre Hayes sviluppa un interesse romantico nei confronti di una ragazza, interpretata da Kirsten Dunst. Il video mostra il gruppo alternativamente da solo, o in mezzo alla folla. Poi il treno sembra fermarsi e la corrente elettrica va via, mentre Hayes tiene la mano alla Dunst. Come i due si prendono la mano, li si vede camminare insieme in un parco felici. Poi la scena ritorna alla realtà, e la corrente ritorna. Hayes e la Dunst si allontanano, sorridendosi. Il video è stato diretto da Kevin Bray nel novembre 1999.

## Tracce
1. I Knew I Loved You
2. I Knew I Loved You (Acoustic Version)
3. Mine (And You Could Be)